# 機場特警組戰術訓練場
機場特警組戰術訓練場（英語：Airport Security Unit FX Training Range）位於香港赤鱲角島航膳西路8號機場警署之內，佔地約6,000平方呎，於2003年5月初啟用，為香港警務處機場特警組專用的訓練設施，是一座具有高水平及具多元化訓練效能的場所。機場特警組戰術訓練場平常可以為停車場，在訓練時，可以搖身一變成為訓練場館。

## 設施
機場特警組戰術訓練場場內2間用作戰術教授及存放儀器的房間，全為活動式設計，可隨意安裝或移動。戰術訓練場內有模擬香港國際機場實境的走廊、房間及櫃位等等，此外，在國泰航空及香港飛機工程有限公司的協助下，場地內設置飛機內部的模擬裝置，讓機場特警組的戰術訓練更為逼真。

## 歷史
2002年年初，警隊就戰術訓練場的建設及有關使用特別彈藥需要作出建議，經過多番研究各個不同方案及設計後，最終決定以機場警署的停車場作為最佳選址，以方便人員的交通。
2003年2月初，戰術訓練場的基本工程展開，至同年4月竣工，後續工程（內部設計）亦隨即展開。這項工作由機場特警組人員負責，包括設計及製造逾70個可以活動的木製屏障及門，以便了解實際需要。同年5月月初，機場特警組戰術訓練場由時任新界南總區警務處助理處長杜偉義主持啟用儀式，正式啟用。

## 相關參見
- 機場警區
- 機場警區障礙訓練場